# Sorkikápolna
Sorkikápolna es un pueblo ubicado en el distrito de Szombathely, condado de Vas, Hungría.

## Superficie
Posee una superficie de 8,860 kilómetros cuadrados.

## Demografía
Hasta 2022 la población era de 224 habitantes, con una densidad de población de 25,28 habitantes por kilómetro cuadrado.